# Rue du Taur
La rue du Taur (en occitan : carrièra del Taur) est une voie de Toulouse, chef-lieu de la région Occitanie, dans le Midi de la France. 

## Situation et accès

### Description

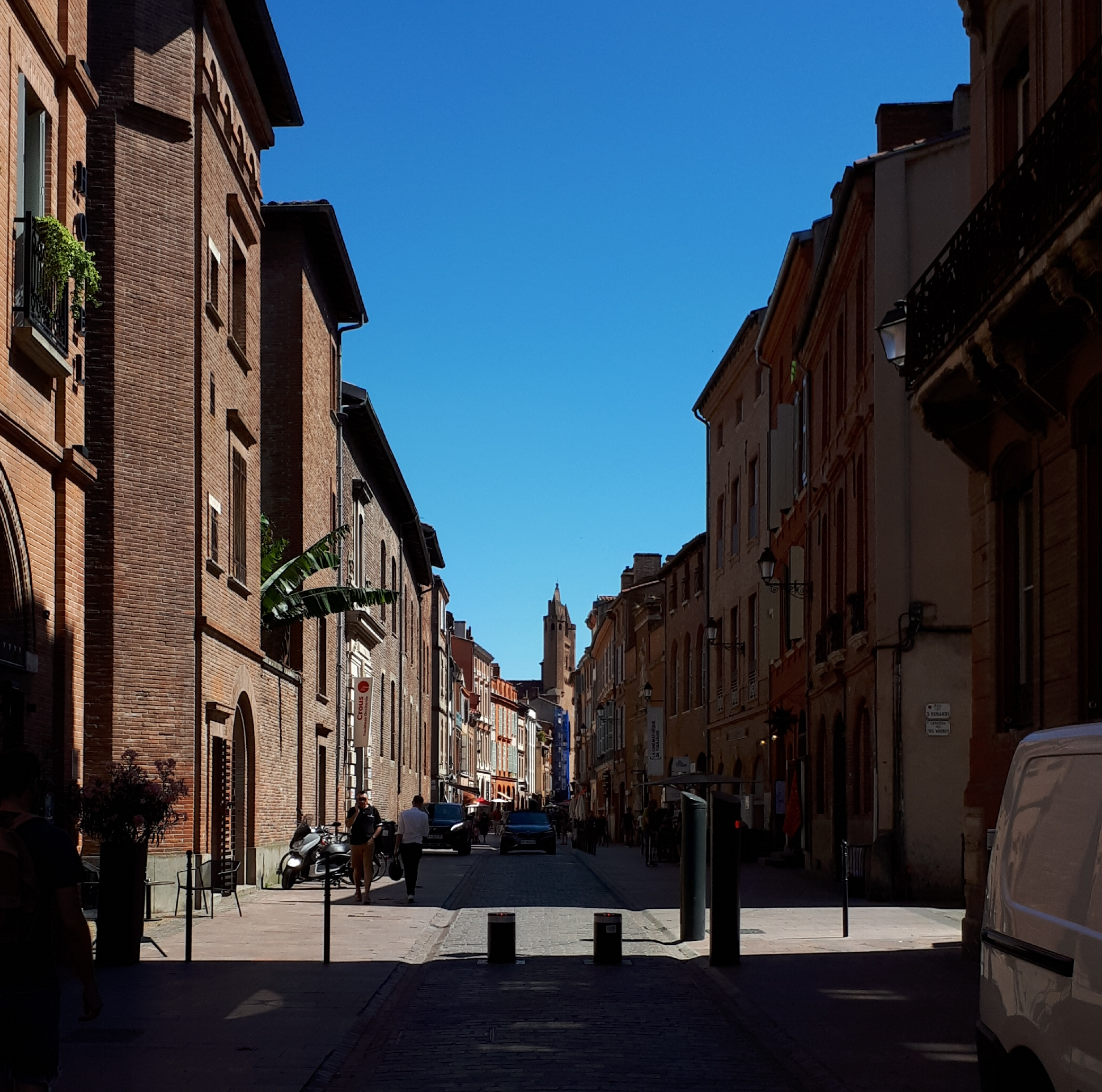
La rue et l'église du Taur vues de la place Saint-Sernin.

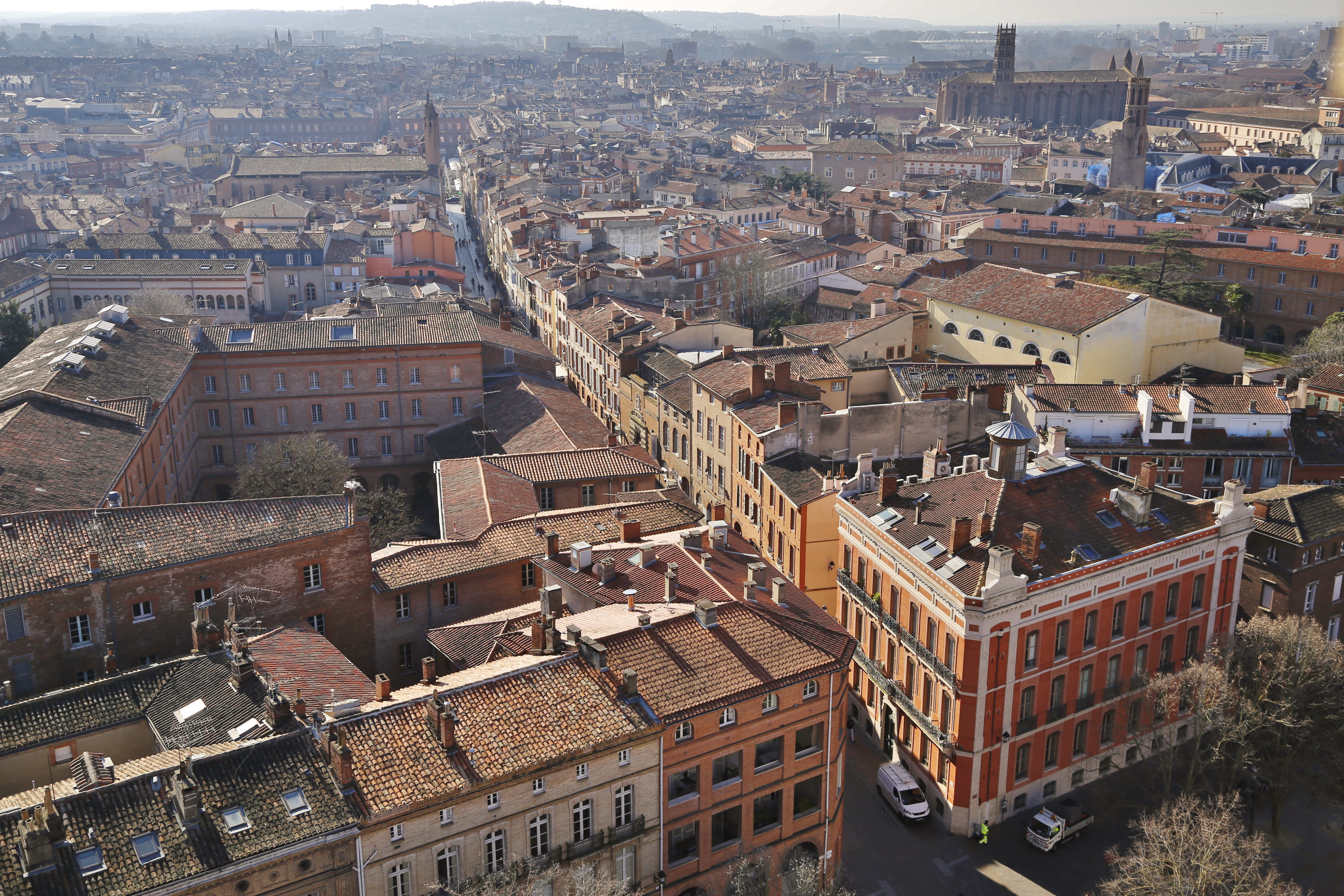
La rue du Taur vue du clocher de la basilique Saint-Sernin.

La rue du Taur est une voie publique. Elle traverse le quartier Arnaud-Bernard, depuis la place du Capitole jusqu'à la place Saint-Sernin, dans le secteur 1 - Centre.
Elle naît au nord de la place du Capitole, presque dans l'axe de la rue Saint-Rome. Son parcours, long de 343 mètres, est quasi-rectiligne, orienté du sud au nord. Sa largeur est assez régulière, d'environ 10 mètres, dans les parties transformées au XIXe siècle, mais elle se rétrécit jusqu'à 5 mètres dans les parties les plus anciennes qui ont conservé le parcellaire médiéval. Elle se termine en débouchant sur la place Saint-Sernin, face à la porte Miègeville qui donne accès à la basilique Saint-Sernin.
La chaussée compte une voie de circulation automobile en sens unique, de la place du Capitole vers la place Saint-Sernin. En 2011, la rue du Taur devient une rue piétonne, sur la plus grande partie de son parcours, de la place du Capitole à la rue de Périgord, et de la rue des Trois-Renards à la place Saint-Sernin : la circulation automobile y est réglementée et la vitesse limitée à 6 km/h. Entre la rue de Périgord et la rue des Trois-Renards, elle appartient à une zone de rencontre, où la circulation automobile est limitée à 20 km/h.

### Voies rencontrées
La rue du Taur rencontre les voies suivantes, dans l'ordre des numéros croissants (« g » indique que la rue se situe à gauche, « d » à droite) :
1. Place du Capitole
2. Rue des Pénitents-Gris (g)
3. Rue du Sénéchal (d)
4. Rue Montoyol (d)
5. Rue de l'Esquile (g)
6. Rue du Périgord (d)
7. Rue des Trois-Renards
8. Place Saint-Sernin

### Transports
La rue du Taur est parcourue et desservie par la navette Ville. Elle se trouve à proximité de la station Capitole de la ligne , et de la station Jeanne-d'Arc de la ligne  du métro. À cette dernière marquent également l'arrêt les bus des lignes 152329394570 et L1L9 du Linéo. 
Les stations de vélos en libre-service VélôToulouse les plus proches se trouvent dans les rues voisines : la station no 6 (5 rue des Lois), la station no 13 (1 rue de l'Esquile) et la station no 32 (8 rue des Trois-Renards).

## Odonymie
La rue tient son nom de l'église du Taur, construite au XIVe siècle. La tradition affirme qu'une chapelle avait été édifiée dès le IVe siècle par l'évêque de Toulouse Hilaire, à l'endroit où le corps de l'évêque Saturnin, martyrisé en 250 durant les persécutions de Dèce, s'était détaché du taureau (taur, en occitan) qui le traînait derrière lui depuis les marches du temple du Capitole (emplacement de l'actuelle place Étienne-Esquirol).
Au Moyen Âge, la rue était une partie de la Grand-rue qui traversait la cité et le bourg, depuis la porte Narbonnaise jusqu'à l'abbaye Saint-Sernin. Seule la première partie de la rue, entre la Porterie (emplacement de l'actuelle place du Capitole) et la rue de l'Esquile, était désignée comme la rue du Taur. La rue prenait ensuite le nom de rue du Cloître-Saint-Sernin, ou plus simplement du Cloître ou Saint-Sernin, car elle menait jusqu'à l'enclos (claustrum en latin, claustra en occitan) de l'abbaye. En 1794, pendant la Révolution française, les rues entre la place du Capitole et l'église Saint-Sernin furent appelées ensemble rue de la Philosophie. Finalement, la rue Saint-Sernin et la rue du Taur furent réunies et appelées ensemble sous ce dernier nom.

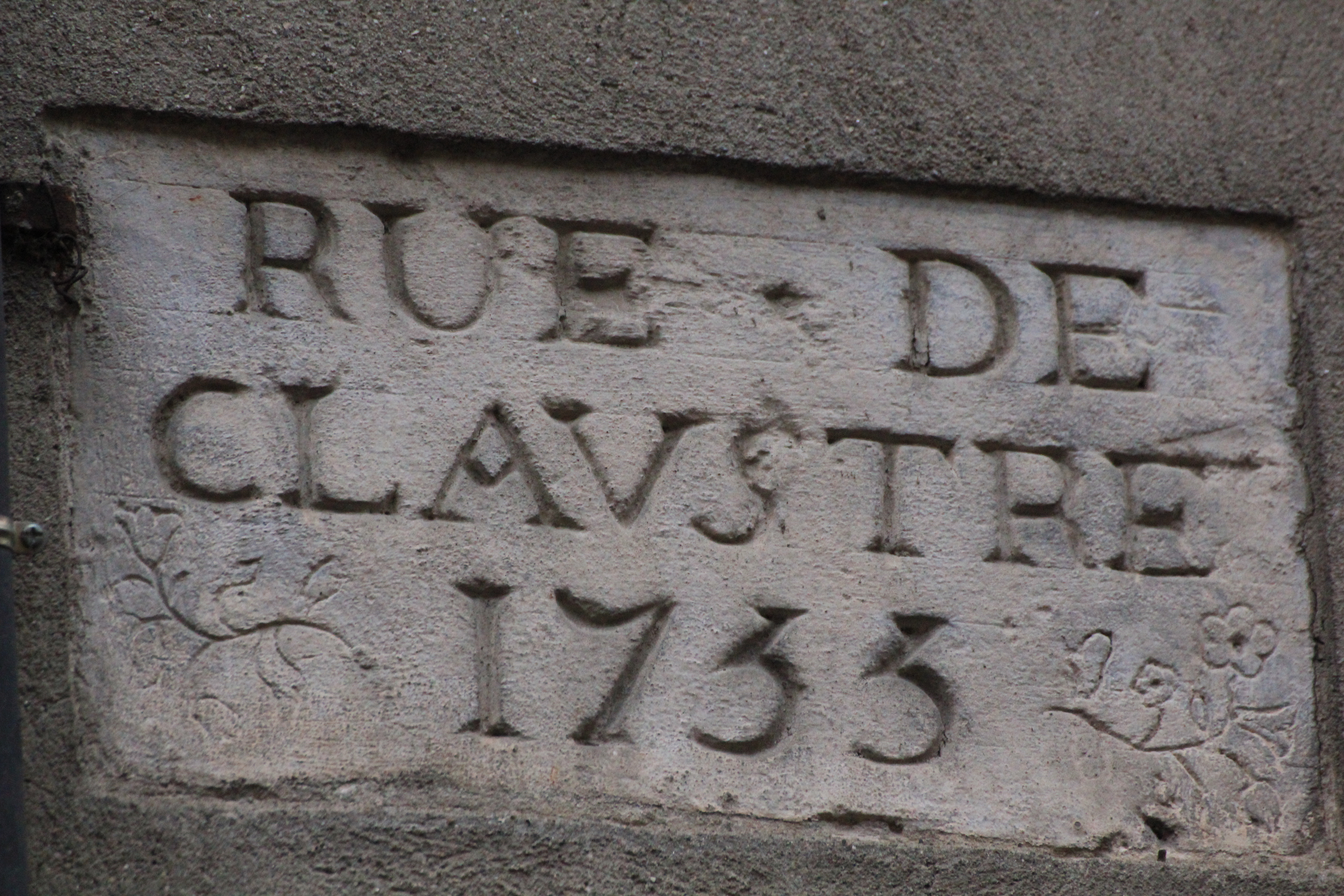
Pierre de rue du XVIIIe siècle portant le nom de « RUE DE CLAVSTRE », située au no 63.
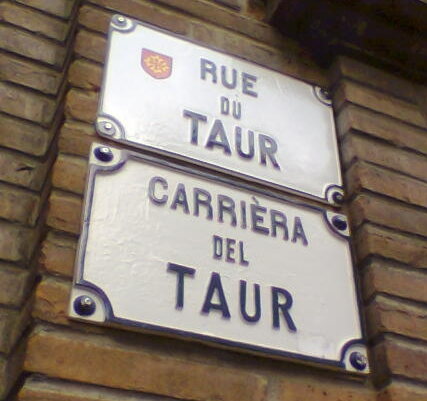
Plaques de rue en français et en occitan.

## Histoire

### Antiquité
Durant la période romaine, l'actuelle rue du Taur se trouve à l'extérieur de la cité romaine de Tolosa, mais son tracé, dans l'axe de la porte nord, la Porta Arietis, correspond sans doute à celui de l'ancienne route de Divona Cadurcorum (Cahors) et de Lugdunum (Lyon). Un cimetière se développe des deux côtés de la voie romaine, bordée de sépultures, formant une importante nécropole à l'entrée de la ville.
La tradition paléochrétienne affirme que c'est en suivant cette route que, en 250, le corps martyrisé du premier évêque de Tolosa, Saturnin, se serait détaché du taureau qui le trainait depuis les marches du temple capitolin (emplacement de l'actuelle place Esquirol). Deux femmes, les « saintes puelles » (puellae, « jeunes filles » en latin) auraient recueilli et enseveli son corps au milieu des tombeaux, avant que, au IVe siècle, l'évêque Hilaire fasse élever un martyrium à cet emplacement. Ce lieu n'est pas localisé avec certitude : la tradition le situe à l'emplacement de l'actuelle église Notre-Dame du Taur, quoique les dernières recherches le placent plutôt sous l'actuelle basilique Saint-Sernin.

### Moyen Âge
À la fin du XIe siècle, la construction d'une nouvelle église à Saint-Sernin est entreprise par l'évêque Isarn. L'abbaye est alors entouré d'un fossé (actuelle rue des Trois-Renards) qui délimite l'enclos. Un bourg commence à se développer autour de cet enclos et le long des rues qui rayonnent autour, particulièrement le long du chemin qui mène à la porte nord de Toulouse, la Porterie. Les constructions se multiplient au cours du XIIe siècle le long de l'actuelle rue du Taur. À l'entrée de l'enclos sont élevées les maisons des principaux vassaux du prieuré, qui gardent symboliquement et concrètement Saint-Sernin, tels les Maurand et les Villeneuve. La maison des Maurand, construite au XIIe siècle, se signale par sa grosse tour carrée (actuel no 56).
Au XIIIe siècle, l'université de Toulouse, fondée par le traité de Meaux en 1229, se développe à proximité des couvents des ordres mendiants – particulièrement celui des franciscains et celui des dominicains. À partir du XIVe siècle se multiplient les fondations de collèges, pour assister les étudiants les plus pauvres et leur fournir les moyens d'étudier. Ces fondations sont souvent le fait de membres de la cour pontificale d'Avignon, souvent issus de l'université de Toulouse. Le collège de Maguelone (emplacement des actuels no 36 à 42) est fondé vers 1360 par Audoin Aubert, le « cardinal de Maguelone », ancien évêque de Maguelone, pour accueillir dix étudiants en droit. À la même époque, Hélie de Talleyrand, le « cardinal de Périgord », fonde le collège de Périgord (actuels no 56-58) dans l'ancienne maison des Maurand, pour dix étudiants en droit civil et dix étudiants en droit canon.

### Époque contemporaine

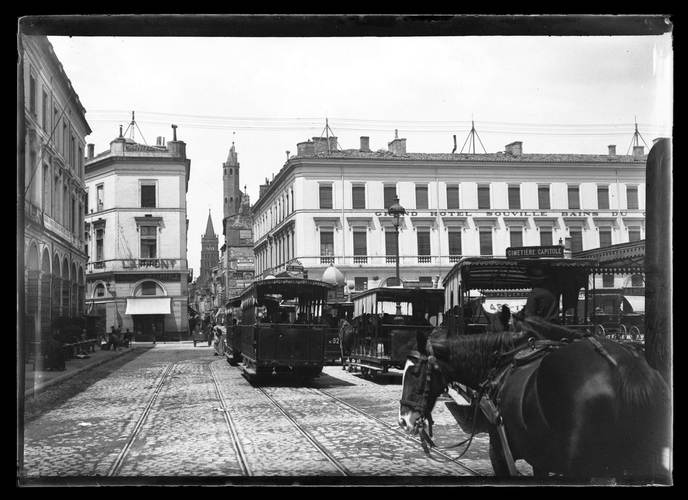
La place du Capitole et la rue du Taur, par Eugène Trutat (1899, Archives municipales).
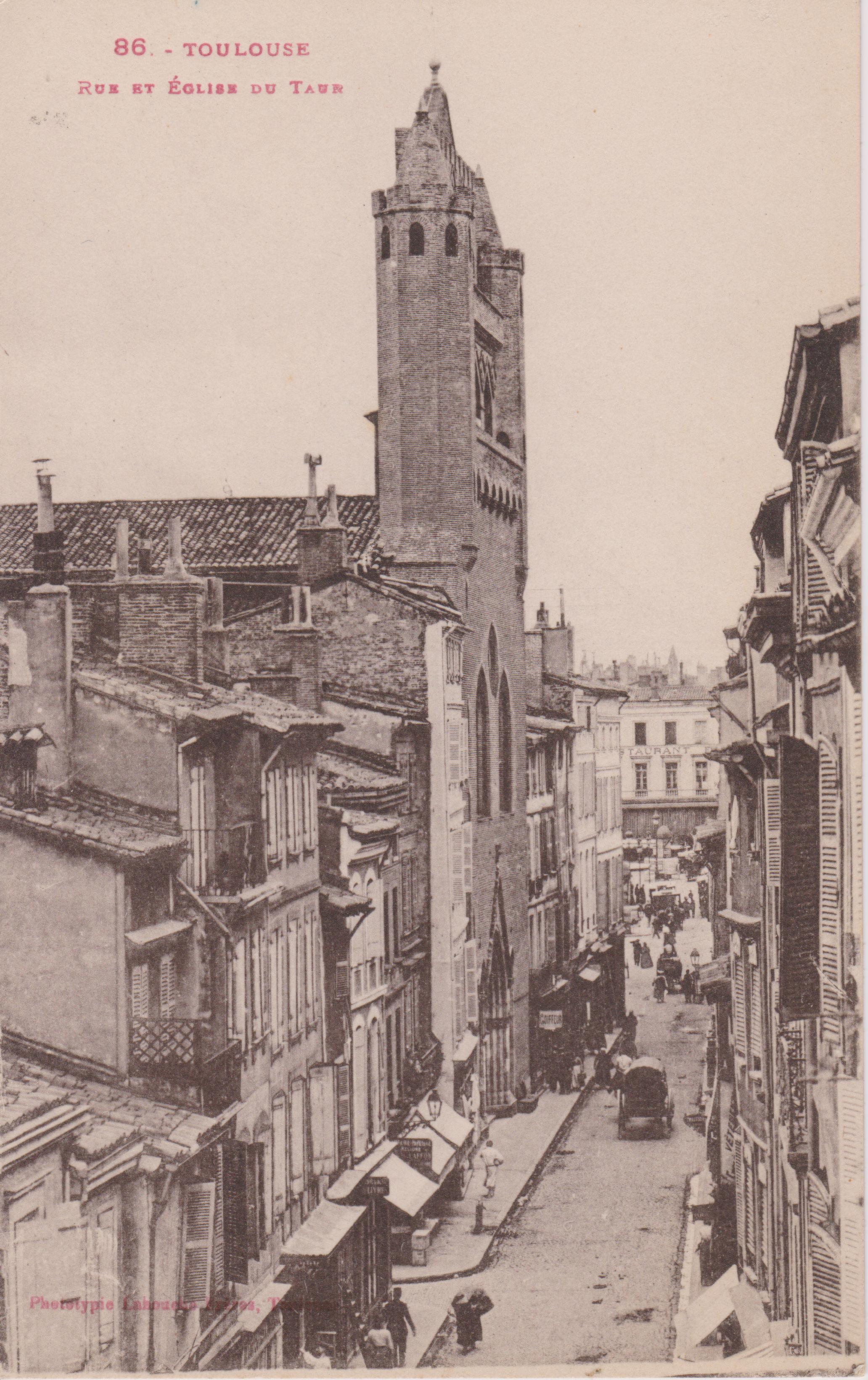
L'église du Taur au début du XXe siècle (carte postale, Éditions Labouche).
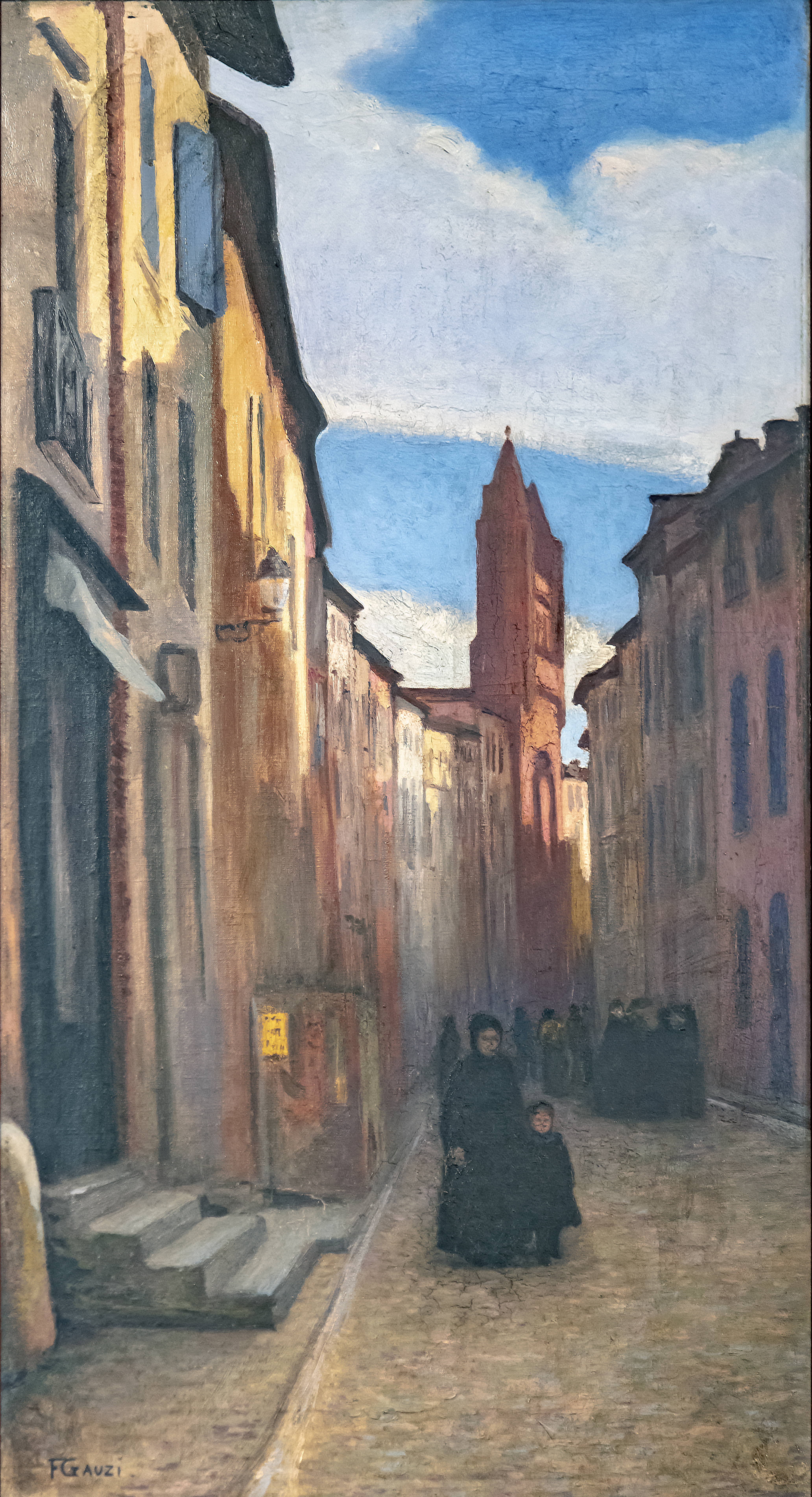
La Rue du Taur par François Gauzi (vers 1900, musée du Vieux Toulouse).

## Patrimoine et lieux d'intérêt

### Église Notre-Dame du Taur
Classé MH (1840)
L'église du Taur, construite au XIVe siècle, placée sous le vocable de Saint-Sernin, avant d'être dédiée à la Vierge au XVIe siècle. C'est un exemple remarquable du style gothique méridional. Depuis la destruction de l'église Saint-Michel (emplacement de l'actuel no 12 place Auguste-Lafourcade), la façade sur la rue du Taur est par ailleurs le dernier exemple à Toulouse de clocher-mur. Celui-ci s'élève sur deux étages, encadrés de deux tourelles polygonales. Les six ouvertures campanaires sont caractéristiques avec leurs arcs en mitre. 
Comme dans la plupart des églises méridionales, la nef est unique, sans bas-côtés. Sur le mur au sud, une fresque du début du XIVe siècle représente la généalogie de Jacob. Le chœur et les chapelles, qui s'ouvrent entre les contreforts, sont construites aux XVe et XVIe siècles. Au XIXe siècle, l'architecte Eugène Viollet-le-Duc mène une campagne de restauration, suivie de la réalisation de peintures de Bernard Bénézet, représentant le martyre de Saturnin et la mort de Joseph, et de la pose de vitraux de Louis-Victor Gesta.

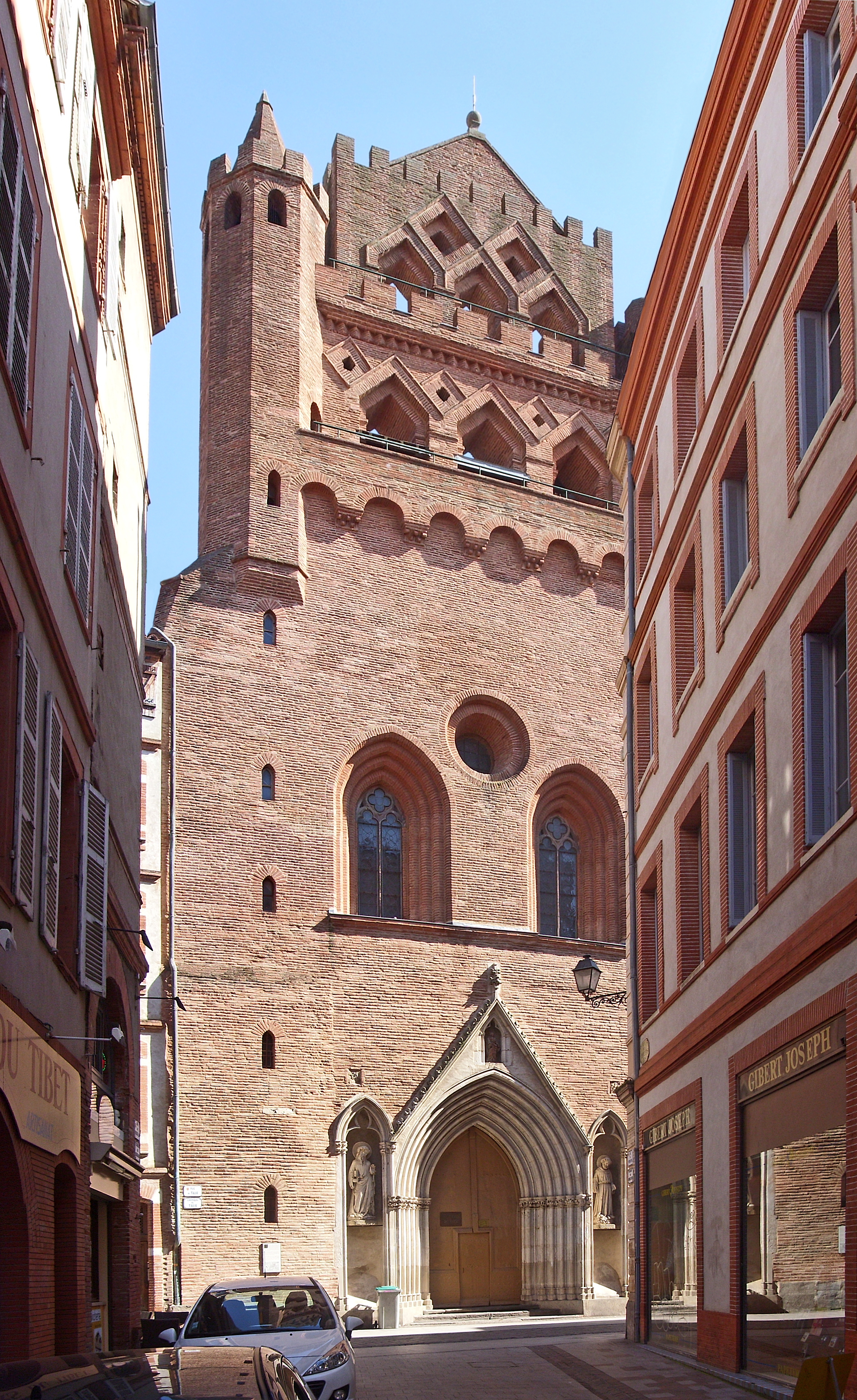
no 12 bis : la façade ouest de l'église Notre-Dame du Taur.
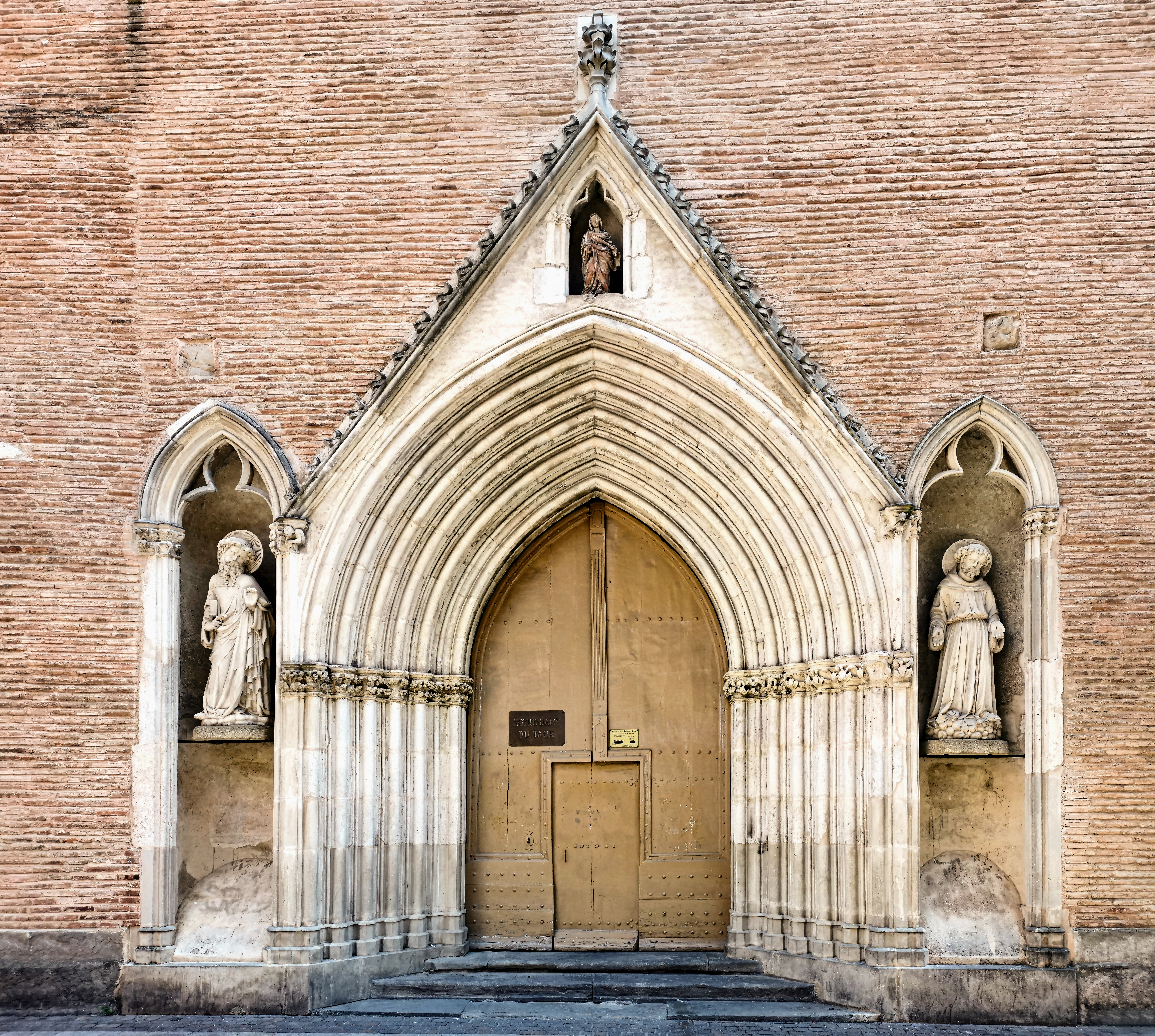
no 12 bis : le portail de la façade ouest.
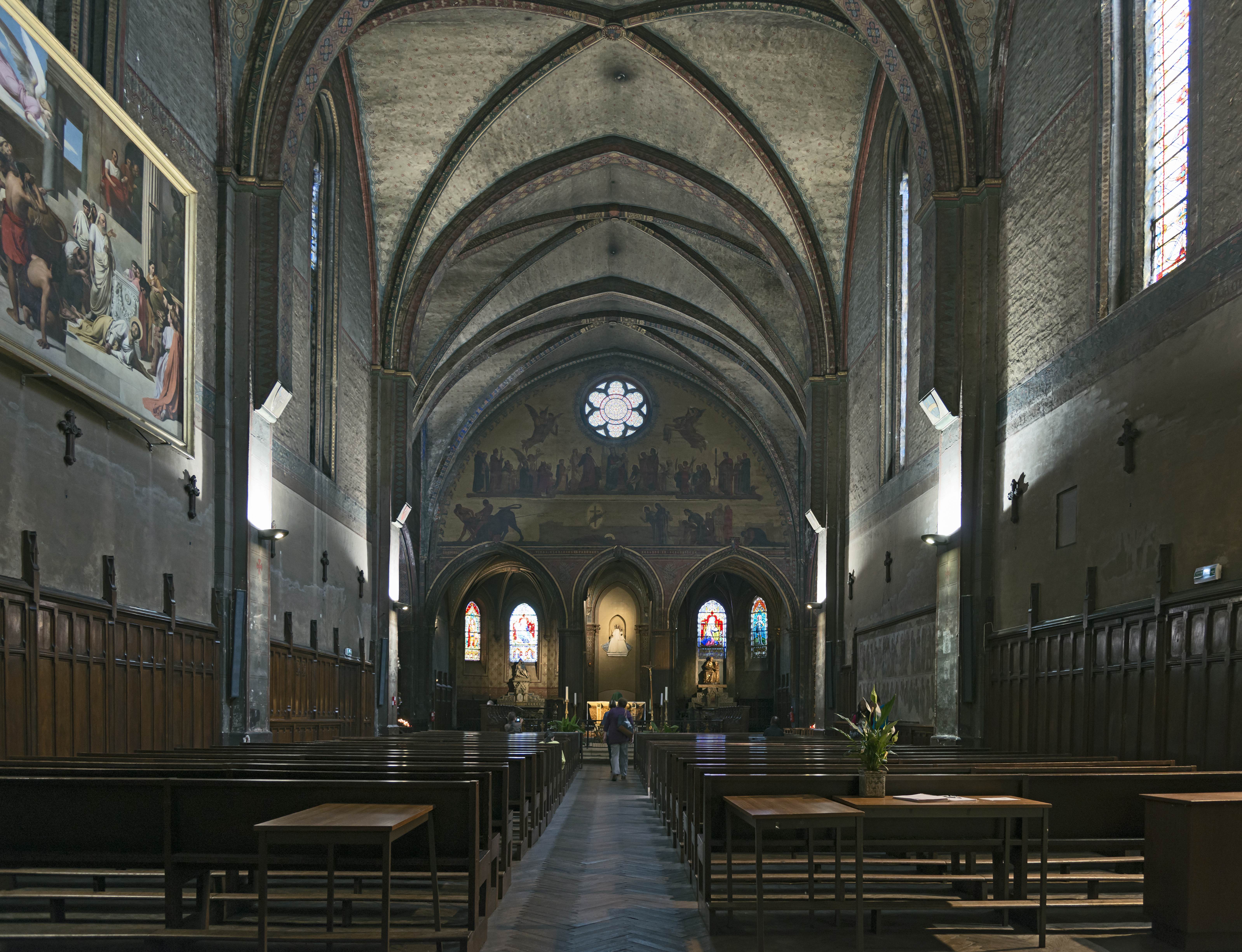
no 12 bis : vue intérieure de l'église.

### Collèges médiévaux
- no  56-60 : maison et tour Maurand (XIIe siècle) ; collège de Périgord (1360) ; Grand Séminaire (1808) ; université (XIXe siècle) ; École supérieure d'audiovisuel.  Classé MH (1931, tour)[5],[6],[7].

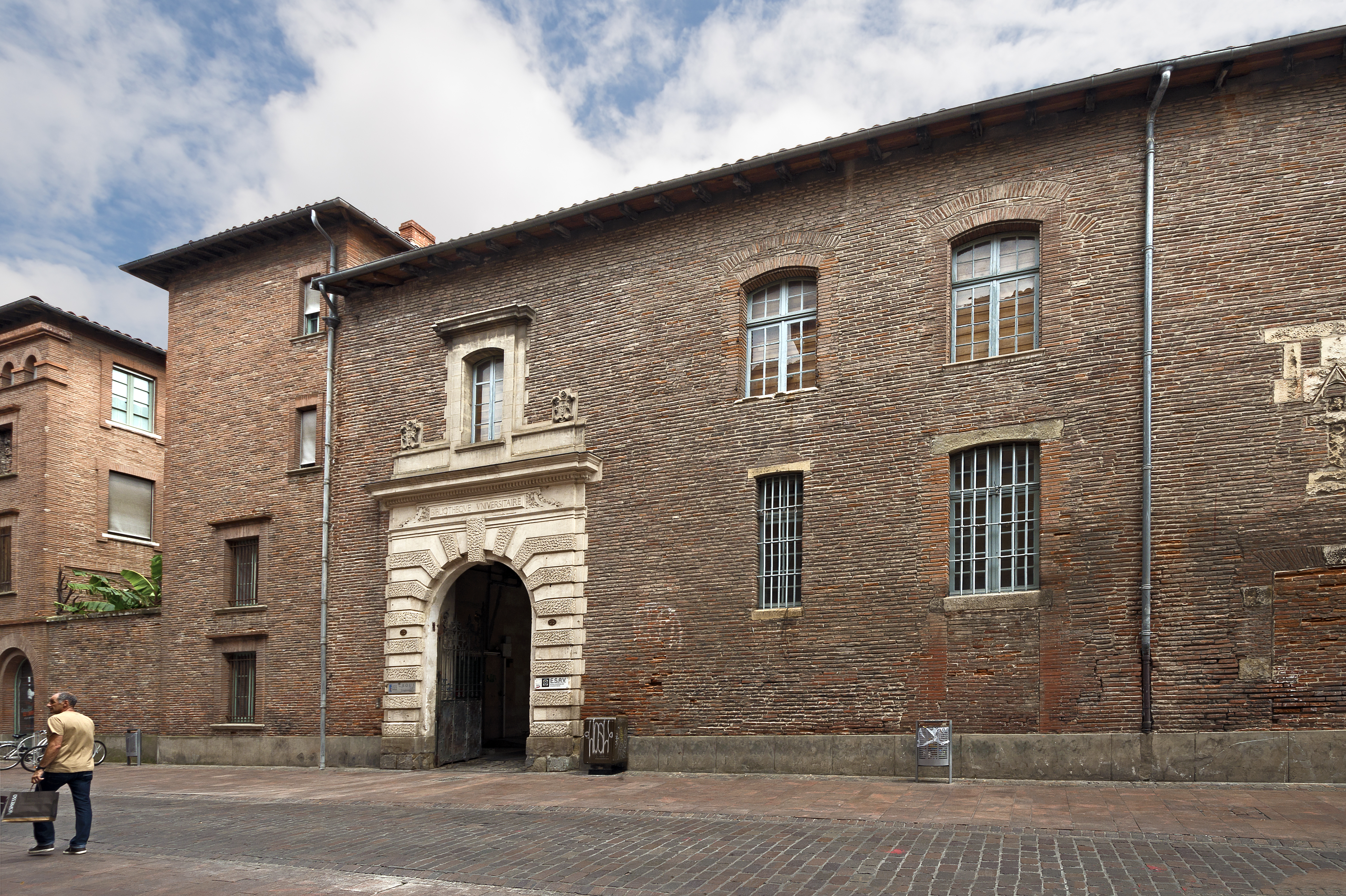
no 56-58 : la façade de l'ancien grand séminaire.
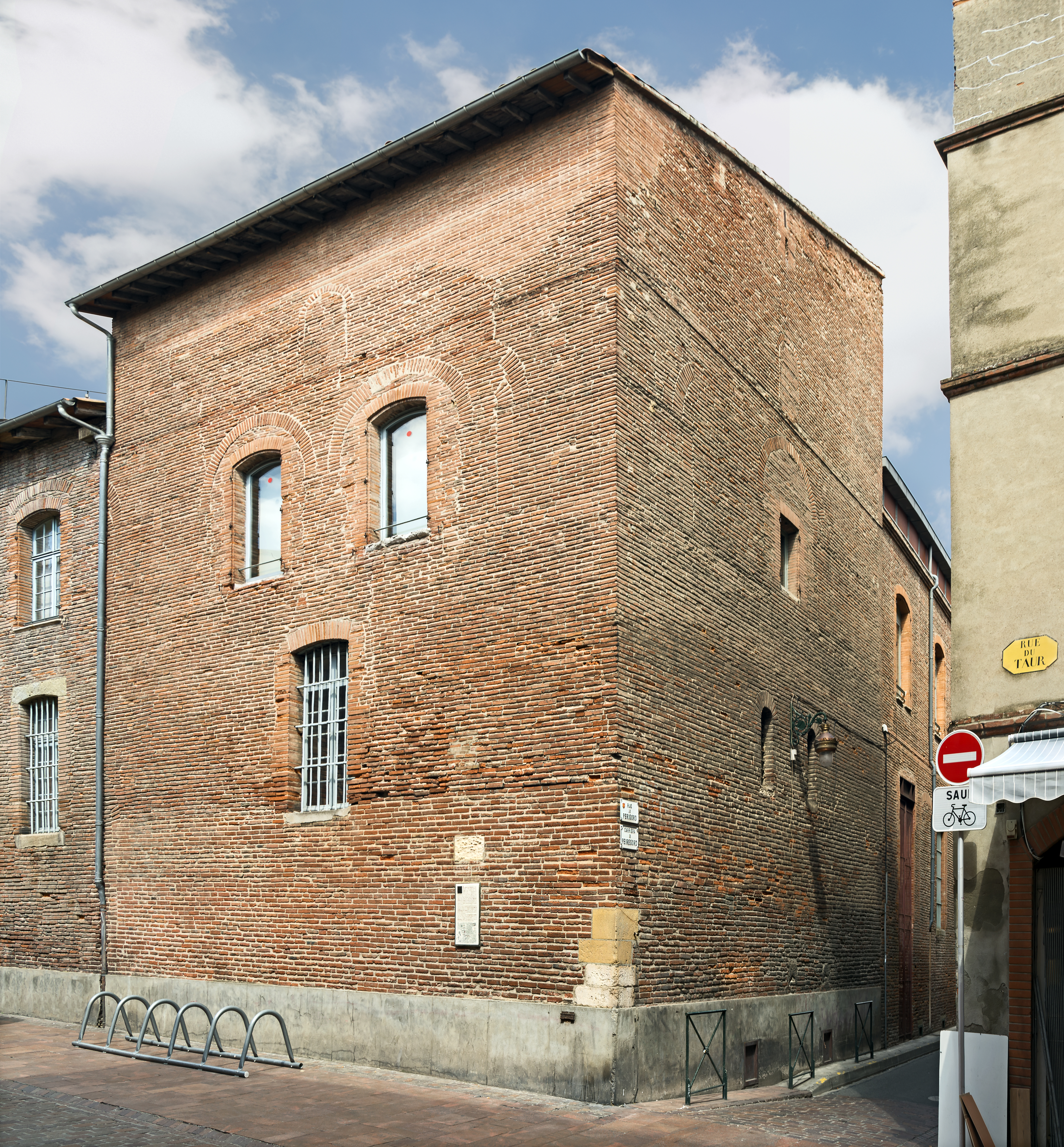
no 56 : la tour Maurand.
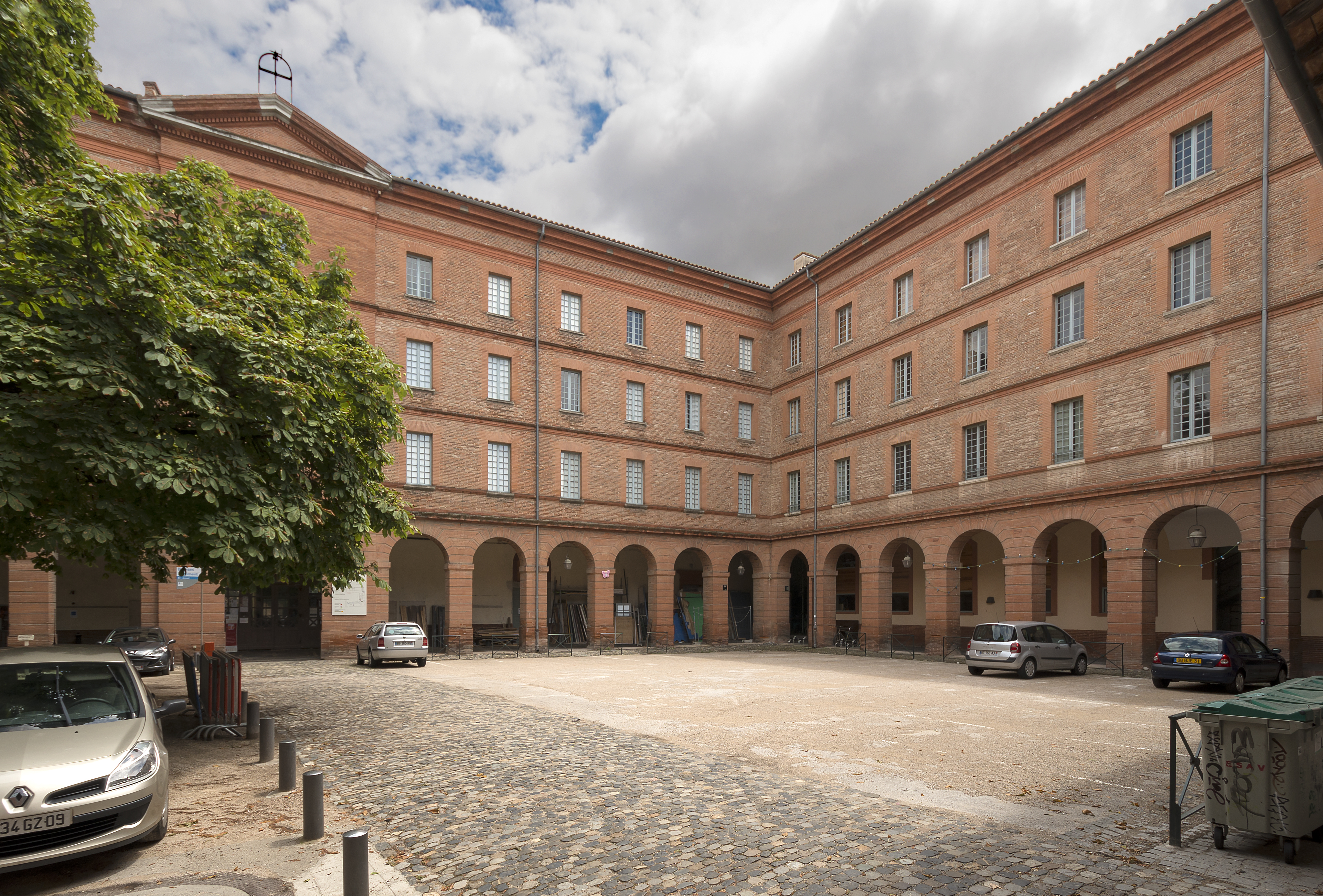
no 56-58 : la cour intérieure de l'ancien grand séminaire.

- no  69 : collège de l'Esquile ; Petit Séminaire ; SDAP 31 et cinémathèque.  Classé MH (1910, porte de l'Esquile)[8]. 
Le collège de l'Esquile, un collège de l'université de Toulouse, est ouvert vers 1417 pour accueillir six étudiants. Après la réforme de 1551, un nouveau collège est reconstruit entre 1554 et 1558, sous la direction de Nicolas Bachelier. Il s'organise autour de deux cours entre la rue du Taur, la rue de l'Esquile et la rue des Lois. Après 1808, les bâtiments sont affectés au Petit séminaire, finalement fermé au début du XXe siècle. À la fin des années 1930, le bâtiment devient le lieu des manifestations culturelles organisées par les réfugiés espagnols et le siège du Parti socialiste ouvrier espagnol (PSOE). Dans les années 1990, les bâtiments sont rénovés et, dans une certaine mesure, transformés pour accueillir le Service départemental de l'architecture et du patrimoine (SDAP) de Haute-Garonne et la cinémathèque de Toulouse. 
Le bâtiment sur la rue du Taur témoigne de la campagne des travaux conduits au milieu du XVIe siècle par Nicolas Bachelier, même s'il a été modifié en 1990 par l'architecte des bâtiments de France Dominique Letellier pour accueillir les bureaux du SDAP. Le portail, achevé en 1556, entièrement en pierre, possède une décoration très riche. Voûté en plein cintre, il est orné de bossages vermiculés. Il est surmonté d'une frise qui portait les blasons des huit capitouls et d'une large corniche. Au-dessus, un attique encadré d'atlantes, de pots à feu et surmonté d'une corniche, est décoré de cartouches qui portaient les armoiries du collège, de la ville et de la province du Languedoc. L'ensemble est surmonté d'une travée dorique, formée de deux pilastres qui soutiennent un entablement et un fronton, décoré de trois croissants de lune placés en acrotère, qui rappellent l'emblème d'Henri II, tandis qu'au centre se distinguent les armoiries royales. 
Dans la cour, des traces d'architecture médiévale sont encore visibles, particulièrement des lancettes et une porte en arc brisé. Les deux corps de bâtiment en fond de cour, aménagés dans la première moitié du XIXe siècle, servaient de chapelle et de sacristie au Petit séminaire. Ils sont occupés par la cinémathèque depuis 1995. Ils présentent une façade typique du style néoclassique toulousain. Les cinq travées, ouvertes par de grandes ouvertures en plein cintre, sont séparées par des pilastres à chapiteaux doriques. Dans l'ancienne chapelle, transformée en bibliothèque pour la cinémathèque, se distingue Le Socialisme aux champs de Jean Druille, peinture murale de 1933 redécouverte derrière une cloison en 1995[9].

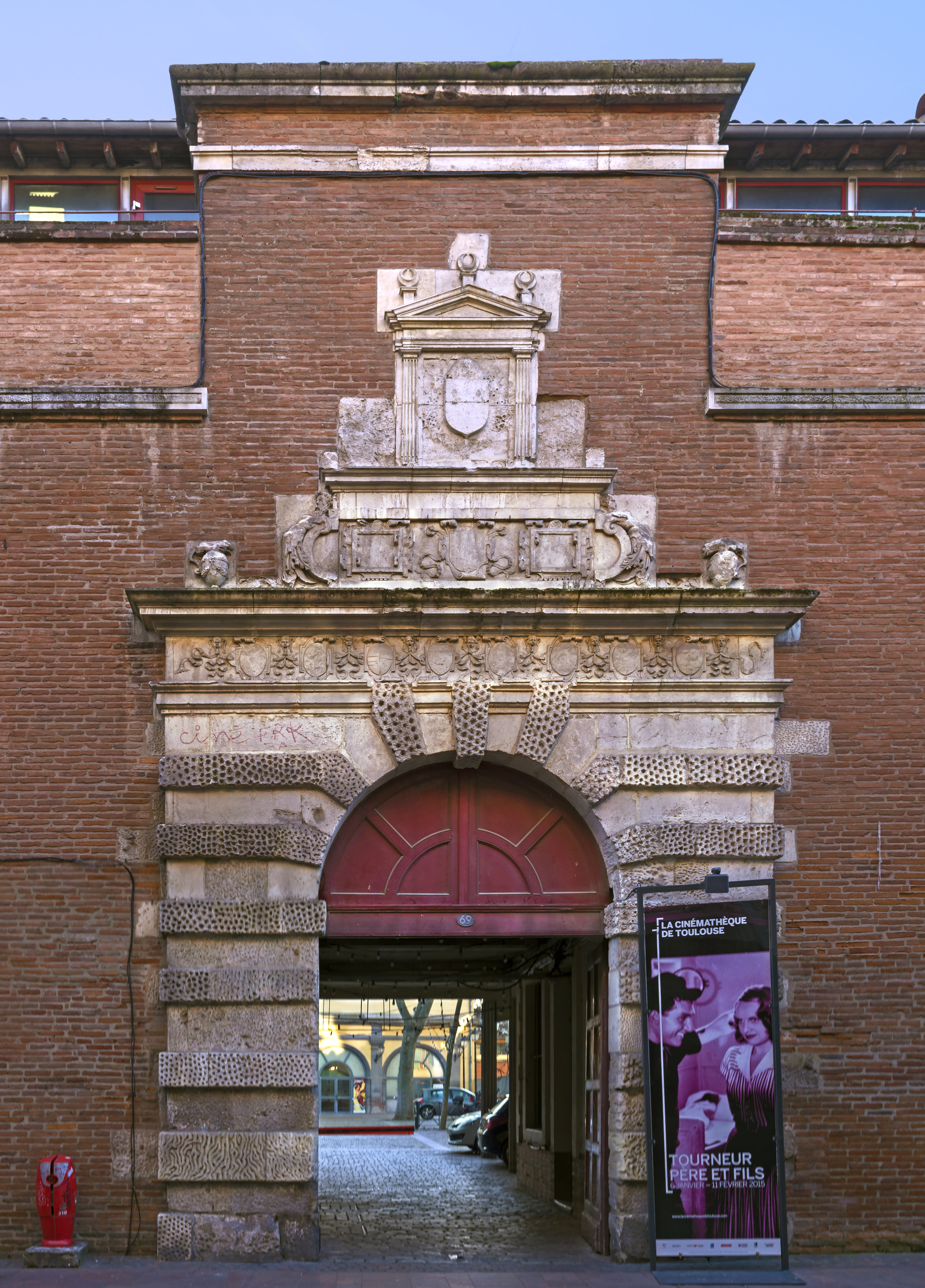
no 69 : la porte du collège de l'Esquile, par Nicolas Bachelier (1556).
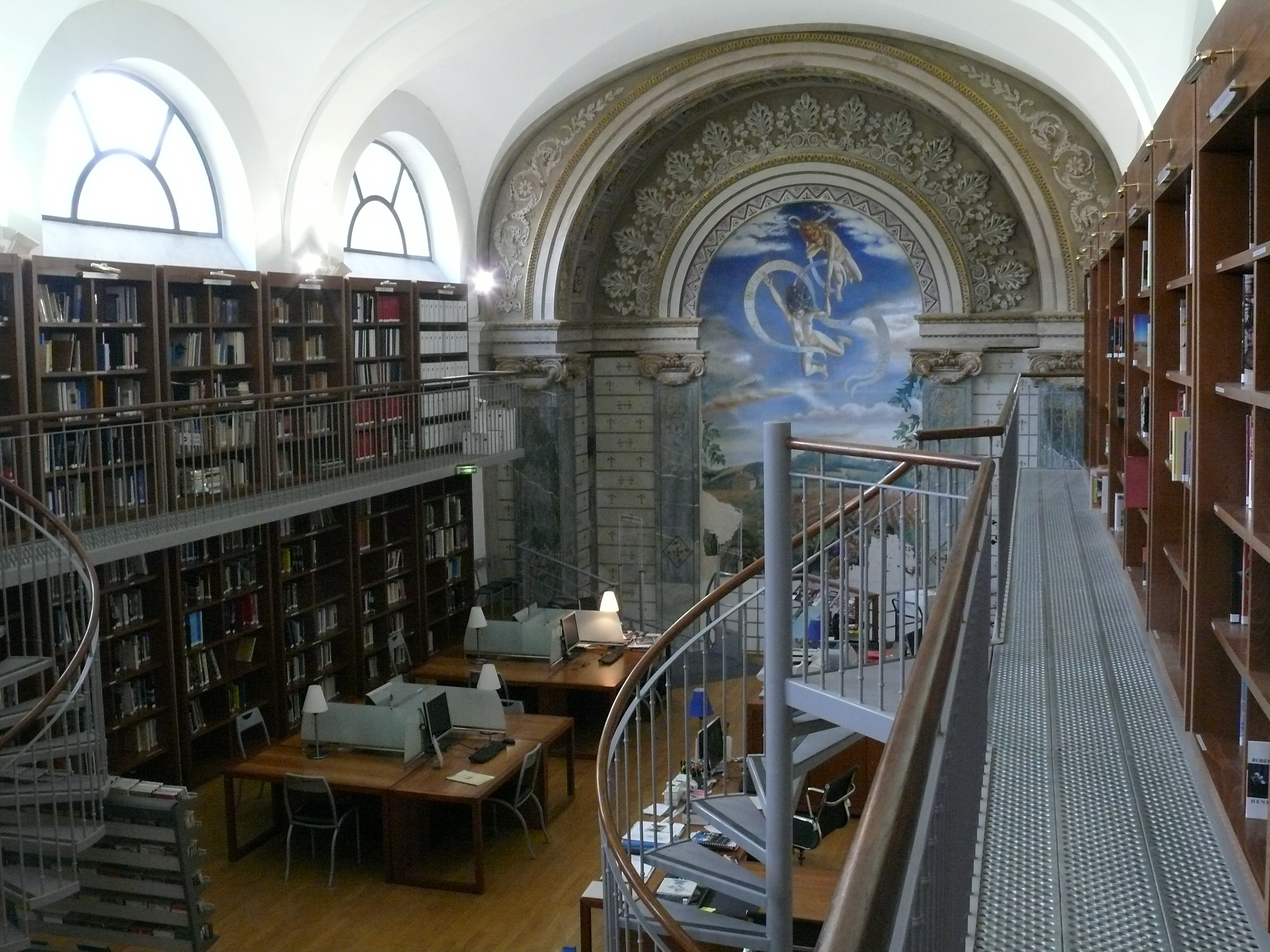
no 69 : vue intérieure de la bibliothèque de la cinémathèque de Toulouse.

### École Sermet
- no  71 : maison de charité ; école Sermet[10].

### Hôtels particuliers
- no  38 : hôtel Mazzoli. 
Un hôtel particulier est construit entre 1846 et 1848 pour la famille Mazzoli. Il occupe une vaste parcelle, entre la rue du Taur et la rue Montoyol (actuel no 3), à l'emplacement de l'ancien collège de Maguelone. Du vieux collège médiéval, aménagé au cours du XIVe siècle, ne subsiste aucun vestige. 
Sur la rue du Taur, la façade s'élève sur trois étages décroissants. Le rez-de-chaussée en brique claire est traité en bossage. Il est ouvert par une grande porte cochère voûtée en plein cintre, encadrée de deux ouvertures de boutique rectangulaires, et surmonté par une corniche moulurée. Aux étages, les travées sont rythmées par des pilastres à chapiteaux corinthiens. Les fenêtres du 1er étage ont des garde-corps à motifs géométriques et de grecques, et sont surmontées de corniches. L'élévation est surmontée d'une corniche à denticules et modillons[11].

- no  62-64 : hôtel de Lassus. 
Un hôtel particulier est construit au XVIIe siècle pour la famille de Lassus au bout de la rue du Taur, face à l'enclos de l'abbaye Saint-Sernin. Les élévations sur la rue du Taur sont profondément modifiées en 1968 par l'architecte Jean Cousy pour permettre l'extension de l'hôtel Junior (actuel hôtel Villa du Taur), dans un style qui rappelle les constructions toulousaines du XVIIe siècle. Le rez-de-chaussée est ouvert par de grandes ouvertures de boutique séparées par des pilastres doriques. Dans la 3e travée subsiste le portail de l'hôtel de Lassus, voûté en plein cintre et surmonté d'une corniche à denticules. Au 1er étage, on a replacé sur les fenêtres des deux travées de droite les garde-corps en fer forgé qui ornaient celles de l'ancienne construction[12].

- no  65 : hôtel de Caylus. 
Un hôtel particulier est construit pour un membre de la famille de Caylus au XVIIIe siècle dans le goût classique entre la rue du Taur et la rue de l'Esquile (actuels no 3 et 3 bis). L'édifice présente sur la rue du Taur une longue façade de sept travées, qui s'élève sur deux étages décroissants. Au 1er étage, les fenêtres ont des balconnets en pierre dotés de garde-corps en fer forgé ornés de feuilles enroulées. L'élévation est surmontée par une corniche à modillons[13].

### Immeubles
- no  1 : immeuble de la place du Capitole. 
En 1823, l'architecte Jacques-Pascal Virebent achève la réalisation des immeubles du côté nord de la place du Capitole. L'immeuble, à l'angle de la place, de la rue des Lois et de la rue du Taur présente sur celle-ci sa façade latérale, longue de trois travées. Deux grandes arcades, qui englobent le rez-de-chaussée et l'entresol, alternent avec une ouverture rectangulaire plus étroite, surmontée d'une fenêtre carrée pour l'entresol. Au 1er étage, les fenêtres sont pourvues de faux garde-corps à balustres et sont surmontées de corniches soutenues par des consoles[14].

- no  2 : immeuble de la place du Capitole. 
En 1823, l'architecte Jacques-Pascal Virebent achève la réalisation des immeubles du côté nord de la place du Capitole, qu'on est en train d'aménager conformément au nouveau projet d'embellissement. L'immeuble présente sur la rue du Taur sa façade latérale, longue de onze travées, qui s'élève sur quatre niveaux séparés par des corniches moulurées. De grandes arcades, qui englobent le rez-de-chaussée et l'entresol, alternent avec des ouvertures rectangulaires plus étroites, surmontées d'une fenêtre carrée pour l'entresol. L'arcade centrale, dans laquelle s'ouvre une grande porte cochère, est encadrée de pilastres en brique claire cannelés et à chapiteaux doriques. Au 1er étage, les fenêtres sont pourvues de faux garde-corps à balustres et sont surmontées de corniches soutenues par des consoles. La fenêtre centrale est traitée différemment, surmontée d'un fronton triangulaire et surtout dotée d'un balcon orné d'un garde-corps en fer forgé à motifs de végétaux, de dragons et de grecques[15].

- no  4 : immeuble. 
L'immeuble, de style classique, est construit au XVIIIe siècle. Les étages sont décroissants et séparés par un cordon de brique. Les fenêtres segmentaires possèdent au 1er étage des garde-corps en fer forgé[16].

- no  5 : immeuble. 
L'immeuble, de style classique, est construit dans la deuxième moitié du XVIIIe siècle, sauf le dernier niveau, aménagé en 1874. Les étages sont décroissants et séparés par un cordon de brique. Les fenêtres sont segmentaires et ont des garde-corps en fer forgé[17].

- no  6 : immeuble. 
L'immeuble, de style classique, est construit au XVIIIe siècle. Les étages sont décroissants et séparés par des cordons de brique. Les fenêtres sont segmentaires et possèdent au 1er étage des garde-corps en fer forgé[18].

- no  7 : immeuble en corondage. 
L'immeuble est construit au XVIIIe siècle. Le pan de bois et le hourdis de brique sont masqués par un enduit. Les étages sont décroissants et séparés par des cordons de bois. Aux deux premiers étages, les fenêtres sont surmontées de fines corniches en bois[19].

- no  9 : immeuble. 
L'immeuble, de style classique, est construit au XVIIIe siècle entre la rue du Taur et la rue des Lois (actuel no 6). Les deux premiers étages sont séparés par des tables. Les fenêtres du 1er étage sont dotées de garde-corps en fer forgé. La structure en bois du dernier étage est le résultat d'un agrandissement de la première moitié du XIXe siècle[20].

- no  11 : immeuble. 
L'immeuble, de style néoclassique, est construit dans la deuxième moitié du XVIIIe siècle, entre la rue du Taur et la rue des Lois (actuel no 8). Les fenêtres sont mises en valeur par un léger ressaut et des garde-corps en fer forgé. Le comble à surcroît, percé de deux petites fenêtres, est orné de glyphes et couronné d'une large corniche[21].

- no  13 : immeuble. 
L'immeuble, de style néoclassique, est construit dans la deuxième moitié du XVIIIe siècle, entre la rue du Taur et la rue des Lois (actuel no 10). Les fenêtres sont mises en valeur par un léger ressaut et, au 1er étage, par des garde-corps en fer forgé. Un décor de table se situe au niveau des allèges des fenêtres du 2e étage. Une corniche sépare le dernier étage, traité comme un étage d'attique[22].

- no  17 : immeuble. 
L'immeuble, de style baroque, est construit au XVIIIe siècle. Les fenêtres sont mises en valeur par un encadrement mouluré et sculpté. Celles du 1er étage sont dotées de garde-corps en fer forgé, celles des deux autres étages sont ornées de guirlandes[23].

- no  20 : immeuble. 
L'immeuble, de style classique, construit au XVIIIe siècle, s'élève à l'angle de la rue du Sénéchal, où se trouve l'entrée principale. Sur la rue du Taur, le rez-de-chaussée est formé par une grande arcade de boutique. Les fenêtres du 1er étage sont ornées de garde-corps en fer forgé, celles du 2e étage ont les piédroits qui se poursuivent jusqu'au cordon qui sépare les deux étages[24].

- no  21 : immeuble Gressé. 

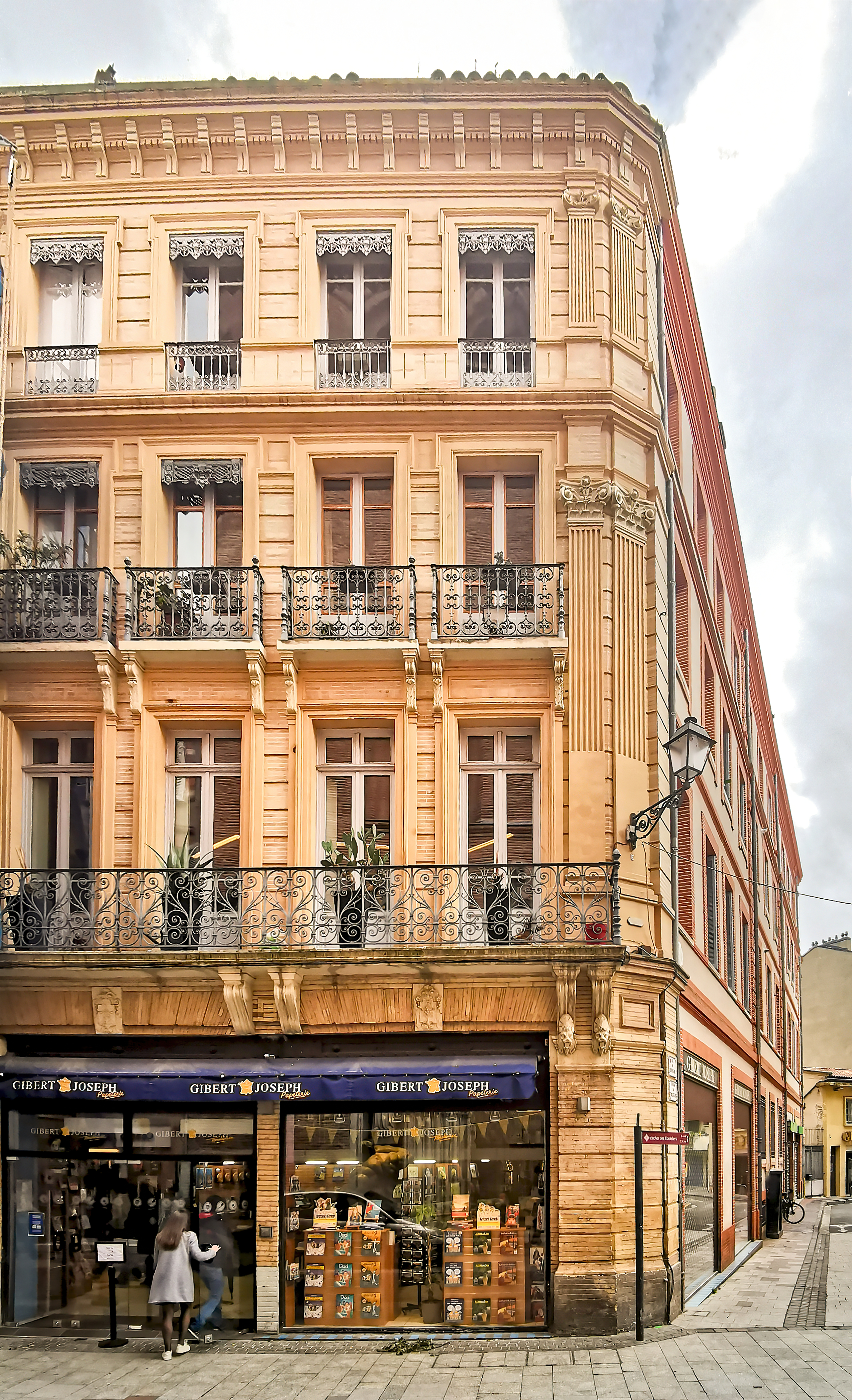
no 21 : immeuble Gressé, maison natale de Georges Gaudion.

L'immeuble est construit en 1875, sur les plans de l'architecte Jacques Lacassin, pour le compte de M. Gressé, à l'angle de la rue des Pénitents-Gris. La façade, de style haussmannien, est en brique claire. Le rez-de-chaussée se compose de deux ouvertures de boutique dont l'agrafe est ornée de fleurons et de feuillages, et dont les linteaux sont renforcés par une poutre métallique. Les étages sont décroissants et traités en bossage continu. Le 1er et le 2e étage sont encadrés et réunis par des pilastres colossaux à chapiteaux corinthiens en terre cuite. Le 3e étage, séparé par une corniche, est traité comme un étage d'attique. Les fenêtres ont un encadrement à crossettes. Au 1er étage, un balcon continu porte un garde-corps en fonte aux motifs géométriques, que l'on retrouve pour les garde-corps des balconnets du 2e étage et les fenêtres du 3e étage. L'élévation est couronnée par une corniche à modillons et denticules[25].

- no  22 : immeuble en corondage. 
L'immeuble est construit probablement au XVIIe siècle. Le rez-de-chaussée est maçonné de brique, ouvert par une arcade de boutique. Aux étages, le pan de bois est à grille, avec décharge au 2e étage. Les fenêtres en bois ont des chambranles et des appuis moulurés[26].

- no  25 : immeuble. 
L'immeuble, de style néoclassique, est construit dans la deuxième moitié du XVIIIe siècle. Le rez-de-chaussée, maçonné en pierre, est ouvert par une porte piétonne et une ouverture de boutique rectangulaires. Aux étages, les fenêtres sont dotées de garde-corps en fer forgé[27].

- no  31 : immeuble. 
L'immeuble, de style néo-classique, est construit dans la deuxième moitié du XVIIIe siècle. Les étages sont encadrés par des pilastres à bossage. Les fenêtres du 1er étage possèdent des balconnets en pierre ornés de garde-corps en fer forgé[28].

- no  36 : immeuble. 
L'immeuble, de style néo-classique, est construit dans la deuxième moitié du XVIIIe siècle. Les fenêtres sont dotées de garde-corps en fer forgé[29].

- no  41 : immeuble. 
L'immeuble, de style néo-classique, est construit au XVIIIe siècle. Le rez-de-chaussée, couvert d'un bossage continu, est percé de deux ouvertures. Dans celle de gauche, la porte est surmontée d'une imposte en fer forgé. Au 1er et au 2e étage, les fenêtres sont surmontées d'une corniche et possèdent des balconnets dotés de garde-corps en fer forgé[30].

- no  43 : immeuble. 
L'immeuble, de style classique, est en partie reconstruit au XVIIIe siècle. Au rez-de-chaussée, dans la pièce du fond, autrefois ouverte sur une petite cour, se remarquent des vestiges d'un bâtiment plus ancien, probablement du XVIIIe siècle, comme une fenêtre dont le meneau est composé de pilastres ioniques superposés. L'escalier se trouve aujourd'hui dans un petit corps de bâtiment aux murs arrondis, peut-être le vestige d'une ancienne tour[31].

- no  44 : immeuble. 
L'immeuble, de style classique, est construit au XVIIIe siècle. Au rez-de-chaussée, la porte est encadrée par deux ouvertures de boutique. Elle possède une imposte en fer forgé. Au 1er étage, les fenêtres ont des garde-corps en fer forgé à motifs géométriques. Le comble à surcroît est percé de petites ouvertures ovales[32].

- no  45 : immeuble. 
L'immeuble, de style néo-classique, est construit au XVIIIe siècle. Au 1er étage, les fenêtres, mises en valeur par un encadrement en relief, possèdent des garde-corps en fer forgé. Celles du 2e étage possèdent des garde-corps datés probablement du XIXe siècle[33].

- no  46 : immeuble. 
L'immeuble, de style classique, est construit au XVIIIe siècle. Le rez-de-chaussée est ouvert par deux ouvertures de boutique voûtées en anse de panier, qui encadrent une porte en plein cintre, qui a conservé son imposte en fer forgé. Au 1er étage, les fenêtres ont des garde-corps en fer forgé aux motifs géométriques. La façade est couronnée par un toit à deux pans formant pignon[34].

- no  50 : immeuble en corondage. 
L'immeuble, dont le pan de bois et le hourdis sont masqués par l'enduit, est probablement élevé au XVIIe siècle. La corniche entre le rez-de-chaussée et le 1er étage est posée sur la sablière. Entre le 1er et le 2e étage, la corniche sert d'appui aux fenêtres. Au XIXe siècle, les fenêtres sont modifiées et mises en valeur par un chambranle mouluré et des consoles à décor feuillagé pour le 1er étage et à têtes de lion pour le 2e étage[35].

- no  51-53 : immeuble en corondage. 
Un immeuble, probablement élevé au XVIIe siècle, est construit au-dessus d'un passage qui donnait alors accès à un immeuble de la rue de l'Esquile (emplacement de l'actuel no 10). Le porche qui donne accès à ce passage, voûté en plein cintre et surmonté d'une corniche, est en brique et pierre alternée. Aux étages, séparés par des corniches, le pan de bois est masqué par l'enduit. Les fenêtres ont des chambranles moulurés et des appuis soutenus par de petites consoles à motif végétal[36].

- no  52 : immeuble en corondage. 
L'immeuble, dont le pan de bois et le hourdis sont masqués par l'enduit, semble construit XVIIe siècle. Les étages sont décroissants et séparés par des cordons de bois. Au 1er étage, les fenêtres possèdent des garde-corps en fer forgé du XVIIIe siècle. Le 3e étage, un ancien comble à surcroît, a été modifié et aménagé au XIXe siècle[37].

- no  55 : immeuble. 
L'immeuble, de style néoclassique, est construit au XVIIIe siècle. Les fenêtres des 1er et 2e étages sont séparées par un décor de tables. Celles du 1er étage possèdent des garde-corps en fer forgé à motifs géométriques[38].

- no  57 : immeuble en corondage. 
L'immeuble est construit au XVIIIe siècle. Aux étages, le pan de bois est à grilles hourdé de brique. Au 1er étage, les fenêtres sont surmontées de corniches en bois et ont des balconnets ornés de garde-corps en fer forgé. Aux 2e et 3e étages, les fenêtres ont de larges appuis soutenus par des consoles en bois[39].

- no  63 : immeuble. 
L'immeuble, de style classique, est construit au XVIIIe siècle, peut-être en 1733, comme le suggère la pierre de rue qui se trouve à l'angle de la rue de l'Esquile. Aux 1er et 2e étages, les fenêtres ont des balconnets en pierre ornés de garde-corps en fer forgé, ornés de motifs géométriques et d'une coquille Saint-Jacques[40].

- no  67 : immeuble. 
L'immeuble, de style classique, est construit au XVIIIe siècle, quoique le rez-de-chaussée a été modifié au XIXe siècle. Les étages sont décroissants et séparés par des cordons. Au 1er étage, les fenêtres sont dotées de garde-corps en fer forgé aux motifs géométriques[41].

- no  75 : immeuble. 

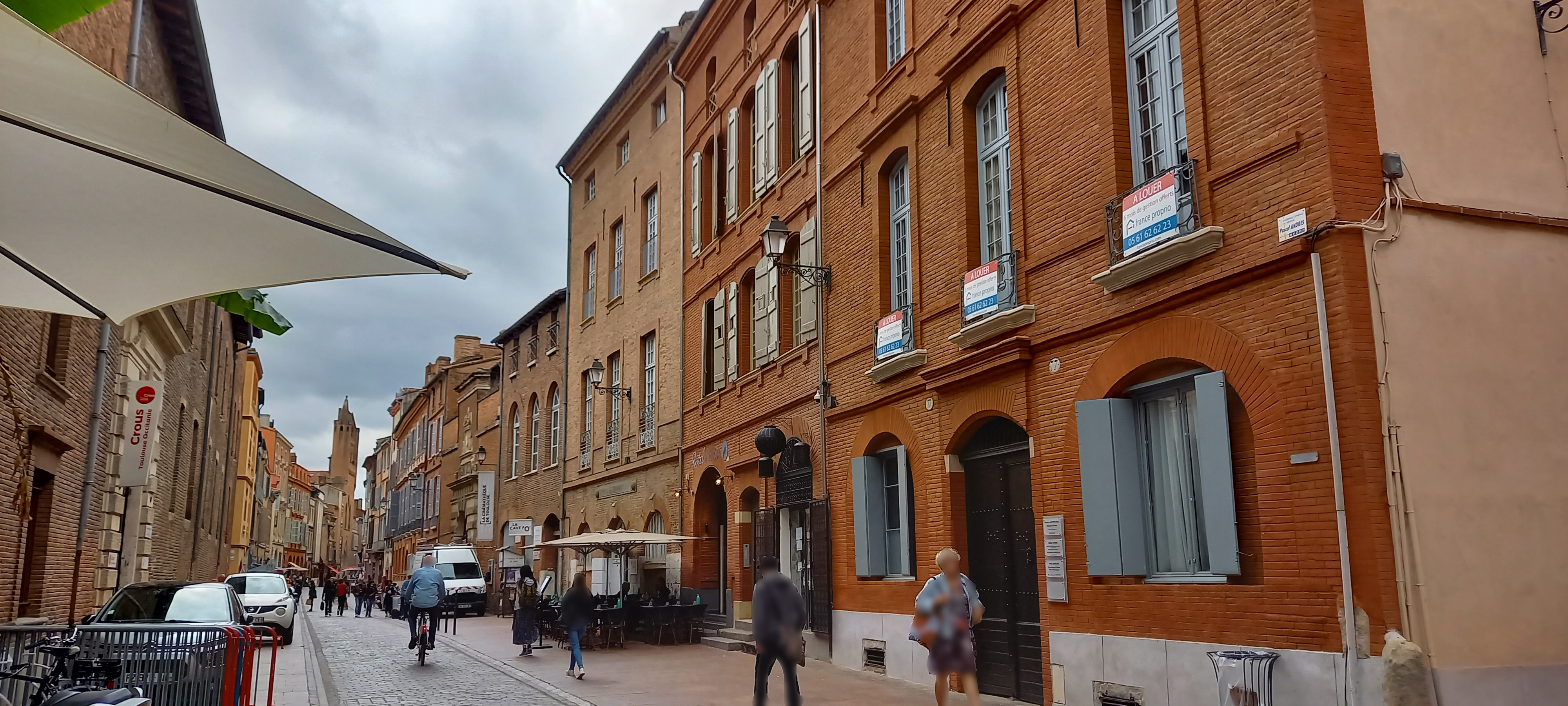
no 71 à 77 : immeubles.

L'immeuble s'élève à l'angle de la rue des Trois-Renards. De style classique, construit au XVIIIe siècle, sa façade est symétrique, les étages sont décroissants et séparés par des cordons. Au 1er étage, les fenêtres sont surmontées de corniches et dotées de balconnets en pierre ornés de garde-corps en fer forgé aux motifs géométriques[42].

## Personnalités

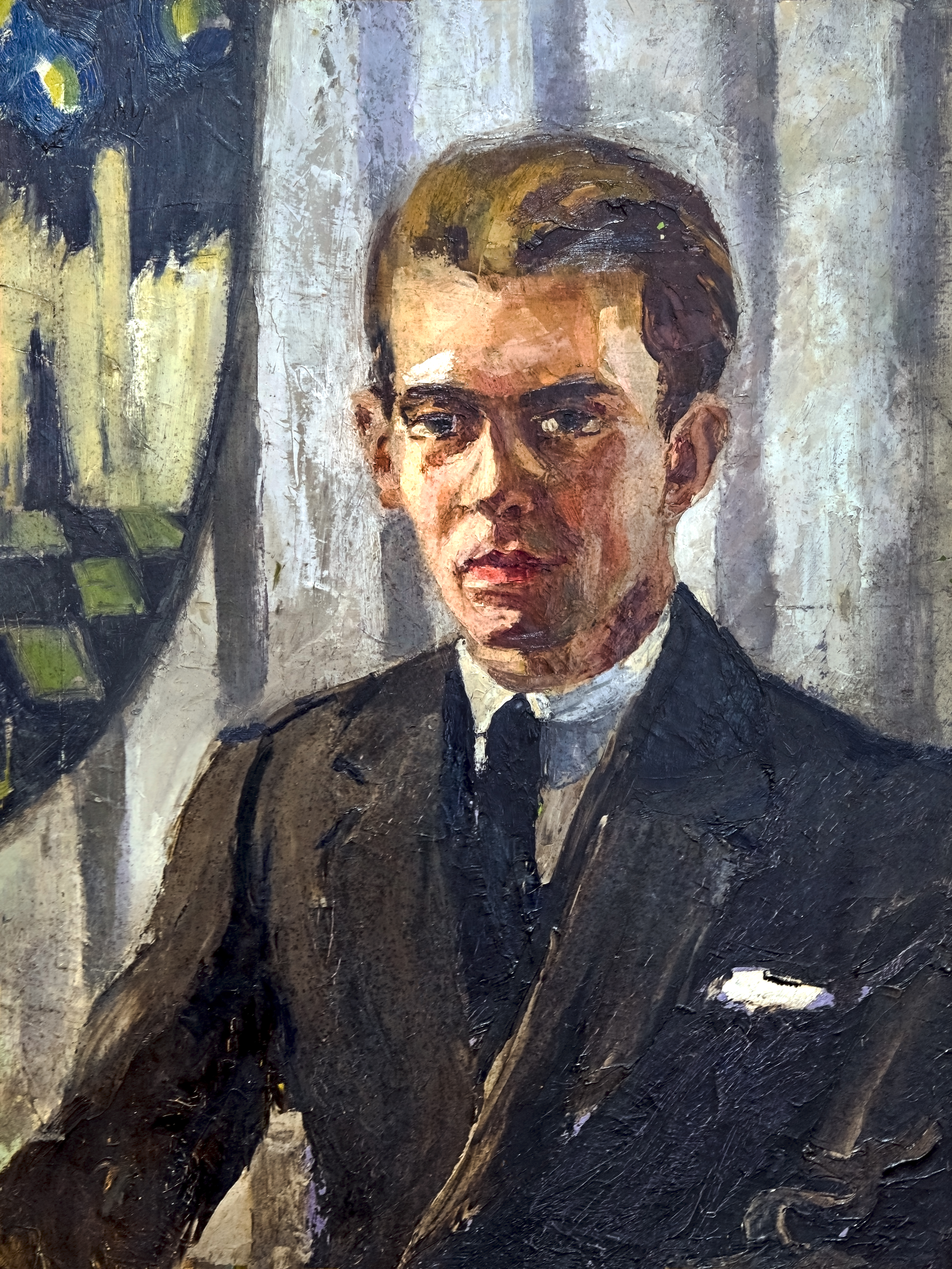
Portrait de Georges Gaudion, par Luce Boyal (1935, musée du Pays rabastinois).

- Georges Gaudion (1885-1942) : chimiste, peintre, musicien et poète, figure originale de la vie intellectuelle toulousaine de l'Entre-deux-guerres, il est né dans l'immeuble Gressé (actuel no 21).

- Maurice Magre (1877-1941) : fils du poète Jean-Baptiste Magre, dit Genty-Magre, et frère d'André Magre, Maurice est lui-même poète et écrivain. Il est né dans l'immeuble du no 43.

- Ferdinand Mazzoli (1821-1893) : né à Saint-Pétersbourg, il s'installe à Toulouse avec ses parents, qui font construire entre 1846 et 1848 un hôtel particulier dans la rue du Taur (hôtel de Mazzoli, actuel no 38)[43].

- Liliane Simonetta (1908-1982) : d'origine suisse, naturalisée française en 1939 avec son époux, elle s'installe l'année suivante au no 36 rue du Taur. Elle participe à la Résistance, particulièrement au sein des réseaux Gallia et Françoise, où elle cache et aide des Juifs, des soldats alliés et des résistants à fuir en Espagne[44].